# 곡성 석곡리 석불입상
곡성 석곡리 석불입상(谷城 石谷里 石佛立像)은 대한민국 전라남도 곡성군 석곡면 석곡리에 있는 석불입상이다. 1984년 2월 29일 전라남도의 문화재자료 제28호로 지정되었다.

## 개요
전라남도 곡성군 석곡면에 있는 이 석불입상은 무릎 이하가 매몰되었지만 거대한 석불상의 예로 주목을 끌고 있다. 머리광배와 불신을 하나의 돌로 만들었으며, 평평한 돌에 돋을새김으로 조각하였다.
마멸이 심해 세부 수법은 잘 알 수 없으나 민머리 위에 있는 팽이 같은 머리묶음, 목에 있는 3줄의 삼도(三道) 등은 비교적 뚜렷하다. 체구는 건장하며 옷은 양 어깨를 감싸고 있다. 굵은 옷주름이 양쪽 팔로 흘러내렸는데 역시 세부표현은 뚜렷하지 않다. 원형의 머리광배에는 아무런 무늬도 새겨지지 않았다.
마멸이 심해서 양식적인 특징을 분명하게 알 수 없으나, 전체적인 표현수법으로 보아 고려시대의 거대한 지방석불상의 예로 생각된다.

## 참고 문헌
- 석곡리석불입상 - 국가유산청 국가유산포털